# Irisya
Irisya ist ein Verwaltungsbezirk (englisch Ward) des Distrikts Ikungi in der tansanischen Region Singida.

## Geografie
Irisya ist ein Bezirk im nördlichen Zentralteil von Tansania etwa 20 Kilometer Luftlinie nordwestlich der Regionshauptstadt Singida. Bei der Volkszählung 2022 lebten 7480 Menschen in 1382 Haushalten auf einer Fläche von 79 Quadratkilometern.
Der Bezirk grenzt im Westen an den Distrikt Iramba, im Norden und Osten an den Distrikt Mkalama, im Südosten an den Distrikt Singida und im Süden an den Bezirk Sepuka des Distrikts Ikungi:
|         | Tumuli                                      |         |
| Kaselya | Kompassrose, die auf Nachbargemeinden zeigt | Msisi   |
|         | Sepuka                                      | Uhamaka |

## Gliederung
Der Bezirk besteht aus drei Gemeinden (swahili Mtaa) mit zehn Orten (Kitongoji):
| Irisya - Mughongo - Misuna - Itigi - Irisya Kati | Munyu - Muhitu - Mrumba - Mghundwe | Mwasutianga - Mwasutianga Magharibi - Mwasutianga Mashariki - Mwasutianga Kaskazini |

## Wirtschaft und Infrastruktur
- Landwirtschaft: Im Bezirk werden 6000 Rinder, 3000 Ziegen, 400 Schafe und 25.000 Hühner gehalten (Stand 2015).[8]
- Bildung: Die Irisya Secondary School ist eine staatliche weiterführende Tagesschule, die Jugendliche bis zur 4. Stufe ausbildet.[9]
- Gesundheit: Im Bezirk liegen ein staatliches Gesundheitszentrum[10] und eine staatliche Apotheke.[11]